# Limia rivasi
Limia rivasi är en fiskart som beskrevs av Franz och Burgess, 1983. Limia rivasi ingår i släktet Limia och familjen Poeciliidae. Inga underarter finns listade i Catalogue of Life.